# Alocasia perakensis
Alocasia perakensis är en kallaväxtart som beskrevs av William Botting Hemsley. Alocasia perakensis ingår i släktet Alocasia och familjen kallaväxter. Inga underarter finns listade.